# NGC 3294
NGC 3294 is een spiraalvormig sterrenstelsel in het sterrenbeeld Kleine Leeuw. Het hemelobject werd op 17 maart 1787 ontdekt door de Duits-Britse astronoom William Herschel.

## Synoniemen
- UGC 5753
- MCG 6-23-21
- ZWG 183.30
- KUG 1033+375
- IRAS 10333+3734
- PGC 31428